# Биарум
Биарум (лат. Biarum) — род многолетних травянистых клубнелуковичных растений семейства Ароидные (Araceae).

## Ботаническое описание

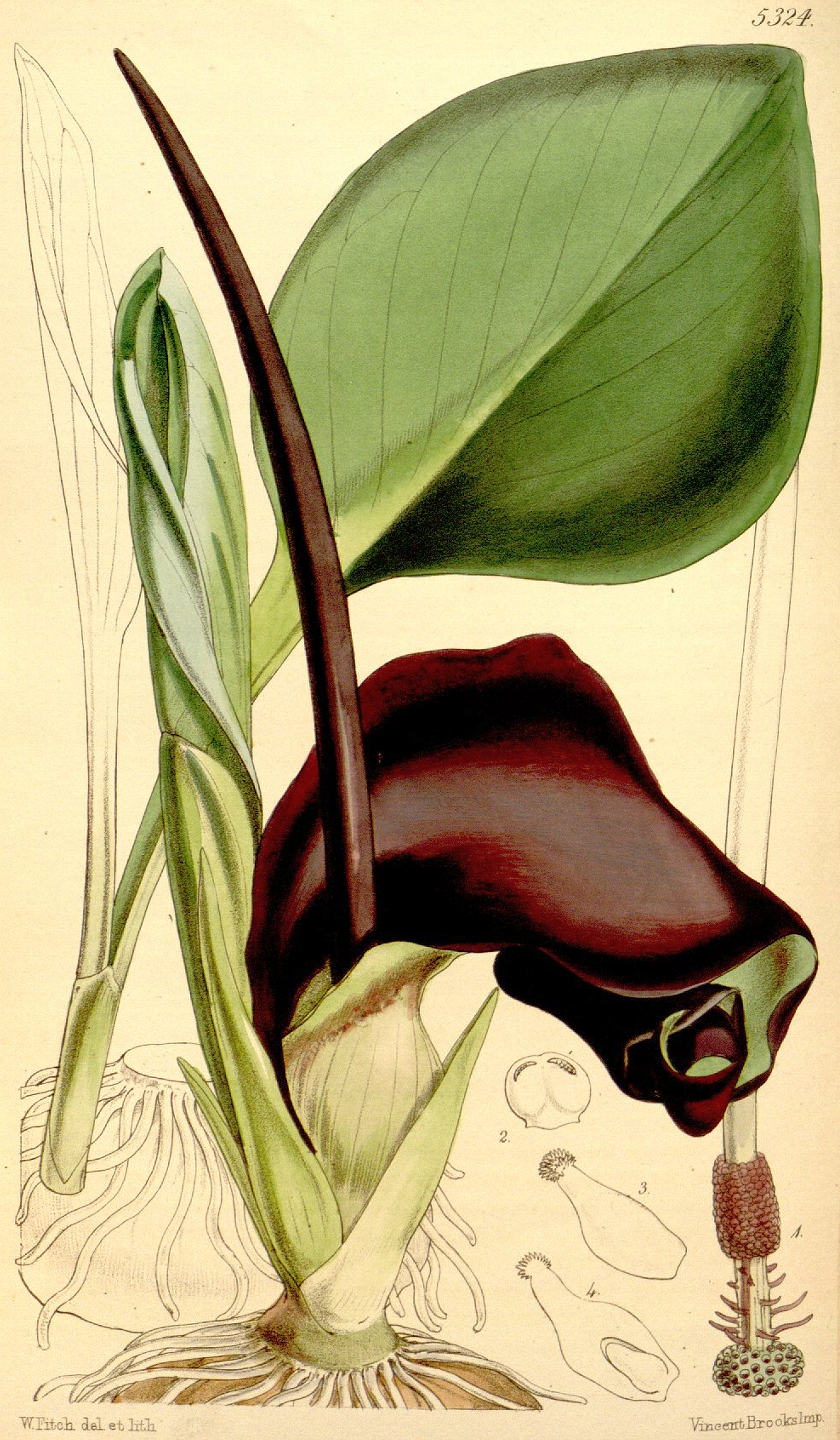
Biarum pyrami, W. Fitch в «Curtis's Botanical Magazine», том 88, 1862 год

Карликовые клубневые бесстеблевые травянистые растения.

### Клубни и корни
Клубень от сжато-дискообразного до шаровидного, покрыт остатками оснований листьев предыдущего сезона, точка роста центральная, периферийные почки дают начало новым самостоятельным клубням. Вершина клубня покрыта воском в количестве от умеренного до обильного и остатками катафиллов предыдущего сезона.
Корни простые, растущие кольцом вокруг точки роста, цепляющиеся или питающие. Цепляющиеся корни веретенообразные, обычно толстые, питающие — тонкие, цилиндрические.

### Листья
Листья черешковые (черешки иногда подземные), вертикальные или отогнутые. Черешки заключены в катафиллы, внутренний бумагоподобный, остальные волокнистые, они часто появляются над землёй и защищают большую часть надземных побегов. Черешки цилиндрические в поперечном сечении, с продольными ложбинками, расширенные в крылатые перепонки, вложены друг в друга, образуя у некоторых видов слабо сформированный ложный стебель.
Листовая пластинка линейная, ланцетовидная, овально-продолговатая или ложкообразная, нисходящая, более-менее клиновидная, округлённая или более-менее усечённая на вершине, от острой до тупой в основании; края от гладких до волнистых, от бледно- до ярко-зелёного цвета, изредка с зелёными или чёрно-фиолетовыми крапинками или серебристо-серыми пятнами.

### Соцветие
Соцветие сидящее на клубне или на короткой или довольно длинной подземной цветоножке, изредка цветоножка появляется над землёй. Соцветие с за́пахом.
Покрывало делится на нижнюю более-менее свёрнутую часть (трубку) и расширенную верхнюю часть. Трубка покрывала от узкой до раздутой, частично (редко полностью) находится под землёй, снаружи от фиолетовой до грязно-зелёной или зеленовато-фиолетовая снизу и более-менее белая сверху; внутри беловатая снизу, фиолетовая сверху или совершенно фиолетовая сверху или беловатая с фиолетовым оттенком вокруг пестичных цветков. Свободная часть покрывала от большой до маленькой, изредка более-менее отсутствующая, линейная, ланцетовидная или овальная, прямая, отогнутая или отклонённая, от плоской до искривлённой и крепко скрученной; снаружи грязно-зелёного цвета, реже зелёного, грязно-белого, бледно-жёлтого или розовато-коричневого, иногда с фиолетовыми пятнами и отливом; внутри фиолетово-коричневая, жёлтая или бледно-зелёная, иногда фиолетовая с зелёной вершиной; вершина островатая, от острой до заострённой; края гладкие или волнистые.
Початок короче, равен или больше покрывала, разделён на: стерильный верхушечный придаток, зону стаминодиев (у подрода Biarum), репродуктивную мужскую зону, тычиночно-пестичную зону, дальнейшую зону стаминодиев (иногда отсутствующую) и репродуктивную женскую зону. Придаток сидячий или на ножке, от цилиндрического до веретеновидного, от прямого до извилистого, от острого до округлого на верщине, суженный, от округлого до усечённого в  основании, гладкий, очень редко снабжён волокнами, фиолетовый, коричнево-красный или коричневый, иногда зеленоватый, изредка грязно-жёлтого цвета.
Цветки верхней стаминодийной зоны представлены только у подрода Biarum, расположены в завитках, от немногих до нескольких, простых или 1—2-ветвистых, серповидных, верёвкообразных или нитевидных, частично немного расширенных, глянцевых, кремовых. Мужские цветки располагаются в цилиндрической, шаровидной или продолговатой зоне, каждый состоит из двух пыльников; связник от короткого до отсутствующего, изредка продлённый в заметный клювообразный вырост; теки лопающиеся соединёнными или отдельными верхушечными порами (подрод Isharum) или нижними продольными разрезами (подрод Biarum), от кремового до фиолетового цвета; пыльца свободная или в поллиниях, экзина шиповатая или гладкая. Межцветочные промежутки состоят лишь из промежутков между тычиночными и пестичными цветками, более редко распределены равномерно по всей зоне или отсутствуют, от тонко-нитевидных до верёвкообразных, от простых до одно-трёхразветвлённых, загнутые, изогнутые или запутанные, кремовые, беловатые или фиолетовые. Пестичные цветки расположены в полусферической зоне в основании початка; завязь продолговатая, полушаровидная или формы бутылки, от беловатого до фиолетового цвета, с одной семяпочкой, расположенной в основании плаценты, ортотропной; столбик от тонкого до довольно крепкого или отсутствующий; рыльце головчатое, бледно-серое или фиолетовое.

### Плоды
Соплодие подземное или частично видимое, со множеством ягод, от шаровидных до пирамидальных, от белых до лиловых или пятнисто-фиолетовых, остатки рыльца немного заметны или нет.
Семена от яйцевидных до шаровидных, от больших до маленьких, с большим маслянистым придатком, теста кожистая, от более-менее гладкой до рифлёной, от бледно- до тёмно-коричневого цвета, эндосперм обильный; эмбрион прямой, от ланцетовидного до ложковидного.

## Распространение
Растения рода распространены в Евразии, от Португалии до Ирана (Португалия, Сардиния, Испания, Албания, Греция, Италия, Крит, Сицилия, Югославия, Иран, Ирак, Ливан, Израиль,Узбекистан Синайский полуостров, Турция) и в Африке (Египет, Алжир, Ливия, Марокко, Тунис).
Эндемичный род для Средиземноморской области (на восток до Западного Ирана).

## Классификация

### Подроды и виды
- Biarum — теки лопающиеся нижними продольными разрезами, связник формы клюва, простирающий за пределы пыльников; стаминодийная зона серповидная, изредка от верёвкообразной до нитевидной, расположенная главным образом выше и ниже мужской зоны, изредка только ниже мужской зоны и серповидной формы;
  - Biarum tenuifolium (L.) Schott typus — Биарум тонколистный
  - Biarum rhopalospadix K.Koch
- Ischarum — теки лопающиеся верхушечными порами; связник едва заметный или сросшийся с пыльниками; стаминодии выше мужской зоны отсутствуют.
  - Biarum carratracense (Willk.) Font Quer
  - Biarum crispulum (Schott) Engl.
  - Biarum davisii Turrill — Биарум Дэйвиса
  - Biarum ditschianum Bogner & P.C.Boyce
  - Biarum eximium (Schott & Kotschy) Engl. — Биарум исключительный
  - Biarum pyrami (Schott) Engl.
  - Biarum marmarisense (P.C.Boyce) P.C.Boyce